# Liochoria huttoni
Liochoria huttoni là một loài bọ cánh cứng trong họ Byrrhidae. Loài này được Pascoe miêu tả khoa học năm 1875.